# Mesolita lineolata
Mesolita lineolata là một loài bọ cánh cứng trong họ Cerambycidae.